# Ehud
Ehud (hebr. אֵהוּד, gr. Judes) – postać biblijna (Sędzia) ze Starego Testamentu. Był on drugim z sędziów – jego poprzednikiem był Otniel.
Leworęczny Izraelita z plemienia Beniamina. Ehud obmyślił chytry i zuchwały plan zabicia Eglona, króla Moabu, który uciskał część Izraela, włącznie ze wschodnią częścią kraju należącą do plemienia Ehuda. Po zabiciu Eglona Ehud zebrał armię i pokonał Moabitów, uwalniając swój naród.
Pojawia się w Księdze Sędziów 3,15-30

## Historia Ehuda
Gdy król Moabitów, Eglon, napadł na Hebrajczyków, pokonał ich w wielu bitwach. Ustanowił swoją stolicę w Jerychu i nałożył daniny, których płacenie było ponad ich siły. Przez 18 lat gnębieni ubóstwem Izraelici prosili Boga o wybawienie.
Ehud syn Gera, znany ze swej krzepkiej budowy i silnej lewej ręki, zaprzyjaźnił się z Eglonem i królewskimi dworzanami śląc do nich niezliczone dary. Nikt więc nie podejrzewał go, gdy raz niosąc dary do króla przypasał sobie pod ramieniem sztylet. Gdy jak zwykle z Eglonem wdali się w długą pogawędkę i ten odesłał swoje sługi, by w niej nie przeszkadzały, Ehud poprosił go, by wstał, gdyż z woli Boga chce mu on opowiedzieć swój sen. Gdy król ucieszony powstał, Ehud ugodził go ukrytym ostrzem w samo serce. Zostawił sztylet i spokojnie wyszedł, a słudzy króla myśleli, że ten usnął. Ehud po cichu powiadomił wszystkich mieszkańców Jerycha i nim straże się zorientowały, co się stało z ich królem, Izraelici spadli na nich, zgniatając ich opór. W taki sposób rozbita została tyrania Moabitów. Ehud za swą zasługę został zaszczycony władzą nad całym ludem, którą dzierżył przez 80 lat. (Józef Flawiusz DDIk5_185-197)